# Grandview Plaza
Grandview Plaza är en ort i Geary County i Kansas. Vid 2020 års folkräkning hade Grandview Plaza 1 697 invånare.